# Helia extranea
Helia extranea là một loài bướm đêm trong họ Erebidae.